# Накирунканок, Порнтип
Порнтип Накирунканок (тайский: ภรณ์ทิพย์ นาคหิรัญกนก; род. 7 февраля 1968, Бангкок) — американская супермодель и фотомодель, филантроп; победительница конкурса красоты «Мисс Вселенная 1988 года». Известна также под прозвищем Буй Саймон (англ. Bui Simon).

## Биография
Порнтип Накирунканок родилась 7 февраля 1968 года в городе Бангкоке. Её прозвище «Буи», которое она предпочитает, на тайском языке буквально означает «спать как младенец». В начале 1970-х её семья перевезла девочку в Соединённые Штаты Америки, где она училась в средней школе Вашингтона Ирвинга и в средней школе Франклина в Лос-Анджелесе.
В 1983 году, в возрасте 15 лет, Накирунканок приняла участие в конкурсе «Юная Мисс Калифорния США», где заняла первое место. По возвращении в Таиланд она в 1988 году приняла участие в национальном конкурсе «Мисс Таиланд», проходившем в её родном городе, где одержала победу и получила право представлять Таиланд на международном конкурсе «Мисс Вселенная».
37-й ежегодный конкурс красоты «Мисс Вселенная 1988», проводился 24 мая 1988 года в «Lin Kou Stadium» в городе Тайбэй на острове Тайвань. Шоу вели Алан Тик и Трэйси Скоггинс. За победу на нём, помимо Порнтип Накирунканок, соревновалось ещё 65 претенденток, но она сумела обойти всех. Она вышла в полуфинал на четвертом месте, сразу после представительниц США, Доминиканской Республики и Кореи и получила 9,730 баллов за интервью, 9,684 балла за купальник и 9,752 балла за вечернее платье.
В возрасте 20 лет Накирунканок была коронована как «Мисс Вселенная» предыдущей обладательницей титула Сесилией Болокко, став второй тайкой, завоевавшей титул после Апасры Хонгсакулы, выигравшей соревнования в 1965 году. Буи Саймон стала первой победительницей выигравшей ещё и номинацию «Лучший национальный костюм». Во время конкурса «Мисс Вселенная 1988» она весила 52 килограмма при росте 173 сантиметра.
В августе 1988 года король Таиланда наградил Нахирунканок Тайской королевской медалью чести и Высочайшим орденом Белого слона за её заслуги в помощи нуждающимся детям.
Спустя год после победы в конкурсе, в мексиканском городе в Канкуне, Саймон короновала свою преемницу Ангелу Виссер из Нидерландов на конкурсе «Мисс Вселенная 1989».
В 1989 году министр иностранных дел Таиланда, назначил её послом доброй воли Таиланда при Организации Объединенных Наций. В качестве посла доброй воли она обратилась к Генеральной Ассамблее ООН по поводу Конвенции о правах ребенка. 
Порнтип Накирунканок получила учёную степень бакалавра психологии в Университете Пеппердайн.
П. Накирунканок является президентом и основателем «Фонда Крыльев Ангелов». Она входит в попечительский совет Университета Пеппердин, в совет Детского музея Индианаполиса в качестве почётного советника, а также входит в совет управляющих «Dream Foundation».
В 2002 году она вышла замуж за американского бизнесмена Герберта Саймона, владельца баскетбольной команды «Индиана Пэйсерс» и компании «Simon Property Group».